# فهرست کشورها بر پایه تراکم جمعیت واقعی (مبتنی بر ظرفیت روبه رشد مواد غذایی)
این فهرست کشورها بر پایه جمعیت واقعی یا تراکم فیزیولوژیک (ساکنان/ کیلومتر مربع از زمین‌های زراعی) می‌باشد. رتبه کشورها بر اساس زمین‌های زراعی و در دسترس بودن مواد غذایی برای مردم است.
| رتبه | کشور                           | جمعیت ژوئیه (۲۰۰۵) | مساحت کیلومتر مربع | درصد زمین‌های زراعی (۲۰۰۵) | زمین‌های زاعی (کیلومتر مربع) | تراکم جمعیت (در هر کیلومتر مربع) | تراکم جمعیت واقعی (در هر کیلومتر مربع از زمین‌های زراعی) |
| ---- | ------------------------------ | ------------------ | ------------------ | ------------------------- | --------------------------- | -------------------------------- | ------------------------------------------------------- |
| -    | جهان                           | ۶٬۴۴۷٬۴۲۷٬۲۸۳      | ۱۴۸٬۹۴۰٬۰۰۰        | ۱۳٫۳۱٪                    | ۱۹٬۸۲۳٬۹۱۴                  | ۴۳                               | ۳۲۵                                                     |
| ۱    | سنگاپور                        | ۴٬۴۲۵٬۷۲۰          | ۶۸۲٫۷              | ۱٫۴۷٪                     | ۱۰                          | ۶٬۴۸۳                            | ۴۴۰٬۹۹۸                                                 |
| ۲    | هنگ کنگ (PRC)                  | ۶٬۸۹۸٬۶۸۶          | ۱٬۰۴۲              | ۵٫۰۵٪                     | ۵۳                          | ۶٬۶۲۱                            | ۱۳۱٬۱۰۱                                                 |
| ۳    | جیبوتی                         | ۴۷۶٬۷۰۳            | ۲۲٬۹۸۰             | ۰٫۰۴٪                     | ۹                           | ۲۱                               | ۵۱٬۸۶۱                                                  |
| ۴    | بحرین                          | ۶۸۸٬۳۴۵            | ۶۶۵                | ۲٫۸۲٪                     | ۱۹                          | ۱٬۰۳۵                            | ۳۶٬۷۰۶                                                  |
| ۵    | کویت                           | ۲٬۳۳۵٬۶۴۸          | ۱۷٬۸۲۰             | ۰٫۸۴٪                     | ۱۵۰                         | ۱۳۱                              | ۱۵٬۶۰۳                                                  |
| ۶    | نوار غزه                       | ۱٬۳۷۶٬۲۸۹          | ۳۶۰                | ۲۹٪                       | ۱۰۴                         | ۳٬۸۲۳                            | ۱۳٬۱۸۳                                                  |
| ۷    | پورتوریکو (US)                 | ۳٬۹۱۱٬۸۱۰          | ۸٬۸۷۰              | ۳٫۶۹٪                     | ۳۲۷                         | ۴۴۱                              | ۱۱٬۹۵۲                                                  |
| ۸    | عمان                           | ۳٬۰۰۳٬۲۶۵          | ۲۱۲٬۴۶۰            | ۰٫۱۲٪                     | ۲۵۵                         | ۱۴                               | ۱۱٬۷۸۰                                                  |
| ۹    | جزایر ویرجین ایالات متحده (US) | ۱۰۸٬۷۰۸            | ۳۴۶                | ۵٫۷۱٪                     | ۲۰                          | ۳۱۴                              | ۱۱٬۱۴۱                                                  |
| ۱۰   | پلی‌نزی فرانسه (France)         | ۲۷۰٬۷۳۵            | ۳٬۶۶۰              | ۰٫۷۵٪                     | ۲۷                          | ۷۴                               | ۹٬۸۶۳                                                   |
| ۱۱   | مالدیو                         | ۳۴۹٬۱۰۶            | ۳۰۰                | ۱۳٫۳۳٪                    | ۴۰                          | ۱٬۱۶۴                            | ۸٬۷۳۰                                                   |
| ۱۲   | گوآم (US)                      | ۱۶۸٬۵۶۴            | ۵۴۱٫۳              | ۳٫۶۴٪                     | ۲۰                          | ۳۱۱                              | ۸٬۵۵۵                                                   |
| ۱۳   | سیشل                           | ۸۱٬۱۸۸             | ۴۵۵                | ۲٫۱۷٪                     | ۱۰                          | ۱۷۸                              | ۸٬۲۲۳                                                   |
| ۱۴   | آندورا                         | ۷۰٬۵۴۹             | ۴۶۸                | ۲٫۱۳٪                     | ۱۰                          | ۱۵۱                              | ۷٬۰۷۷                                                   |
| ۱۵   | صحرای غربی                     | ۳۶۰٬۶۸۴            | ۲۶۶٬۰۰۰            | ۰٫۰۲٪                     | ۵۳                          | ۱                                | ۶٬۷۸۰                                                   |
| ۱۶   | امارات متحده عربی              | ۴٬۰۸۶٬۶۰۲          | ۸۲٬۸۸۰             | ۰٫۷۷٪                     | ۶۳۸                         | ۴۹                               | ۶٬۴۰۴                                                   |
| ۱۷   | برمودا (UK)                    | ۶۵٬۳۶۵             | ۵۳٫۳               | ۲۰٫۰۰٪                    | ۱۱                          | ۱٬۲۲۶                            | ۶٬۱۳۲                                                   |
| ۱۸   | باهاما                         | ۳۰۱٬۷۹۰            | ۱۰٬۰۷۰             | ۰٫۵۸٪                     | ۵۸                          | ۳۰                               | ۵٬۱۶۷                                                   |
| ۱۹   | آروبا (Netherlands)            | ۹۶٬۹۷۶             | ۱۹۳                | ۱۰٫۵۳٪                    | ۲۰                          | ۵۰۲                              | ۴٬۷۷۲                                                   |
| ۲۰   | کیریباتی                       | ۱۰۳٬۱۷۶            | ۸۱۱                | ۲٫۷۴٪                     | ۲۲                          | ۱۲۷                              | ۴٬۶۴۳                                                   |
| ۲۱   | قطر                            | ۸۶۳٬۰۵۱            | ۱۱٬۴۳۷             | ۱٫۶۴٪                     | ۱۸۸                         | ۷۵                               | ۴٬۶۰۱                                                   |
| ۲۲   | مارتینیک (France)              | ۴۳۲٬۹۰۰            | ۱٬۰۶۰              | ۹٫۰۹٪                     | ۹۶                          | ۴۰۸                              | ۴٬۴۹۳                                                   |
| ۲۳   | گرنادا                         | ۸۹٬۵۲۷             | ۳۴۴                | ۵٫۸۸٪                     | ۲۰                          | ۲۶۰                              | ۴٬۴۲۶                                                   |
| ۲۴   | جزایر کیمن (UK)                | ۴۴٬۳۴۰             | ۲۶۲                | ۳٫۸۵٪                     | ۱۰                          | ۱۶۹                              | ۴٬۳۹۶                                                   |
| ۲۵   | سنت لوسیا                      | ۱۶۶٬۳۱۲            | ۶۰۶                | ۶٫۴۵٪                     | ۳۹                          | ۲۷۴                              | ۴٬۲۵۵                                                   |
| ۲۶   | ایسلند                         | ۲۹۶٬۷۳۷            | ۱۰۰٬۲۵۰            | ۰٫۰۷٪                     | ۷۰                          | ۳                                | ۴٬۲۲۹                                                   |
| ۲۷   | مالت                           | ۳۹۸٬۵۳۴            | ۳۱۶                | ۳۱٫۲۵٪                    | ۹۹                          | ۱٬۲۶۱                            | ۴٬۰۳۶                                                   |
| ۲۸   | کالدونیای جدید (France)        | ۲۱۶٬۶۶۲            | ۱۸٬۵۷۵             | ۰٫۳۲٪                     | ۵۹                          | ۱۲                               | ۳٬۶۴۵                                                   |
| ۲۹   | برونئی                         | ۳۶۱٬۱۱۰            | ۵٬۲۷۰              | ۲٫۰۸٪                     | ۱۱۰                         | ۶۹                               | ۳٬۲۹۴                                                   |
| ۳۰   | جزایر سلیمان                   | ۵۳۸٬۱۳۳            | ۲۷٬۵۴۰             | ۰٫۶۲٪                     | ۱۷۱                         | ۲۰                               | ۳٬۱۵۲                                                   |
| ۳۱   | کره جنوبی                      | ۴۸٬۶۴۰٬۶۷۱         | ۹۸٬۱۹۰             | ۱۶٫۵۸٪                    | ۱۶٬۲۸۰                      | ۴۹۵                              | ۲٬۹۸۸                                                   |
| ۳۲   | جزایر مارشال                   | ۵۹٬۰۹۶             | ۱۸۱٫۳              | ۱۱٫۱۱٪                    | ۲۰                          | ۳۲۶                              | ۲٬۹۳۴                                                   |
| ۳۳   | تایوان                         | ۲۲٬۷۰۱٬۰۷۹         | ۳۲٬۲۶۰             | ۲۴٫۰۰٪                    | ۷٬۷۴۲                       | ۷۰۴                              | ۲٬۹۳۲                                                   |
| ۳۴   | ژاپن                           | ۱۲۷٬۵۳۷٬۱۸۹        | ۳۷۴٬۷۴۴            | ۱۱٫۶۴٪                    | ۴۳٬۶۲۰                      | ۳۴۰                              | ۲٬۹۲۴                                                   |
| ۳۵   | ساموای آمریکا (US)             | ۵۷٬۸۸۱             | ۱۹۹                | ۱۰٫۰۰٪                    | ۲۰                          | ۲۹۱                              | ۲٬۹۰۹                                                   |
| ۳۶   | سان مارینو                     | ۲۸٬۸۸۰             | ۶۱٫۲               | ۱۶٫۶۷٪                    | ۱۰                          | ۴۷۲                              | ۲٬۸۳۱                                                   |
| ۳۷   | ایالات فدرال میکرونزی          | ۱۰۸٬۰۸۲            | ۷۰۲                | ۵٫۷۱٪                     | ۴۰                          | ۱۵۴                              | ۲٬۶۹۶                                                   |
| ۳۸   | مصر                            | ۷۷٬۵۶۱٬۸۸۴         | ۹۹۵٬۴۵۰            | ۲٫۹۲٪                     | ۲۹٬۰۶۷                      | ۷۸                               | ۲٬۶۶۸                                                   |
| ۳۹   | پاپوآ گینه نو                  | ۵٬۵۵۴٬۵۱۲          | ۴۵۲٬۸۶۰            | ۰٫۴۹٪                     | ۲٬۲۱۹                       | ۱۲                               | ۲٬۵۰۳                                                   |
| ۴۰   | کرانه باختری رود اردن          | ۲٬۳۸۵٬۶۱۵          | ۵٬۶۴۰              | ۱۶٫۹۰٪                    | ۹۵۳                         | ۴۲۳                              | ۲٬۵۰۳                                                   |
| ۴۱   | آنتیل هلند (Netherlands)       | ۲۲۰٬۰۹۵            | ۹۶۰                | ۱۰٪                       | ۹۶                          | ۲۲۹                              | ۲٬۲۹۳                                                   |
| ۴۲   | لبنان                          | ۳٬۸۲۹٬۷۲۲          | ۱۰٬۲۳۰             | ۱۶٫۳۵٪                    | ۱٬۶۷۳                       | ۳۷۴                              | ۲٬۲۹۰                                                   |
| ۴۳   | سری‌لانکا                       | ۲۰٬۵۰۴٬۲۶۴         | ۶۴٬۷۴۰             | ۱۳٫۹۶٪                    | ۹٬۰۳۸                       | ۳۱۷                              | ۲٬۲۶۹                                                   |
| ۴۴   | سائوتومه و پرنسیپ              | ۱۸۷٬۶۰۴            | ۱٬۰۰۱              | ۸٫۳۳٪                     | ۸۳                          | ۱۸۷                              | ۲٬۲۵۰                                                   |
| ۴۵   | جزیره گوادلوپ (France)         | ۴۴۸٬۷۱۳            | ۱٬۷۰۶              | ۱۱٫۷۰٪                    | ۲۰۰                         | ۲۶۳                              | ۲٬۲۴۸                                                   |
| ۴۶   | رئونیون (France)               | ۷۷۶٬۹۴۸            | ۲٬۵۰۷              | ۱۳٫۹۴٪                    | ۳۴۹                         | ۳۱۰                              | ۲٬۲۲۳                                                   |
| ۴۷   | هلند                           | ۱۶٬۴۰۷٬۴۹۱         | ۳۳٬۸۸۳             | ۲۱٫۹۶٪                    | ۷٬۴۴۱                       | ۴۸۴                              | ۲٬۲۰۵                                                   |
| ۴۸   | اسرائیل                        | ۶٬۷۴۲٬۹۱۵          | ۲۰٬۳۳۰             | ۱۵٫۴۵٪                    | ۳٬۱۴۱                       | ۳۳۲                              | ۲٬۱۴۷                                                   |
| ۴۹   | کلمبیا                         | ۴۳٬۱۰۰٬۰۲۱         | ۱٬۰۳۸٬۷۰۰          | ۲٫۰۱٪                     | ۲۰٬۸۷۸                      | ۴۱                               | ۲٬۰۶۴                                                   |
| ۵۰   | جزایر تورکس و کایکوس (UK)      | ۲۰٬۵۶۹             | ۴۳۰                | ۲٫۳۳٪                     | ۱۰                          | ۴۸                               | ۲٬۰۵۳                                                   |
| ۵۱   | بنگلادش                        | ۱۴۴٬۳۱۹٬۶۲۸        | ۱۳۳٬۹۱۰            | ۵۵٫۳۹٪                    | ۷۴٬۱۷۳                      | ۱٬۰۷۸                            | ۱٬۹۴۶                                                   |
| ۵۲   | سوئیس                          | ۷٬۴۸۹٬۳۷۰          | ۳۹٬۷۷۰             | ۹٫۹۱                      | ۳٬۹۴۱                       | ۱۸۸                              | ۱٬۹۰۰                                                   |
| ۵۳   | اردن                           | ۵٬۷۵۹٬۷۳۲          | ۹۱٬۹۷۱             | ۳٫۳۲٪                     | ۳٬۰۵۳                       | ۶۳                               | ۱٬۸۸۶                                                   |
| ۵۴   | کاستاریکا                      | ۴٬۰۱۸٬۷۵۶          | ۵۰٬۶۶۰             | ۴٫۴۰٪                     | ۲٬۲۲۹                       | ۷۹                               | ۱٬۸۰۳                                                   |
| ۵۵   | باربادوس                       | ۲۷۸٬۸۷۰            | ۴۳۱                | ۳۷٫۲۱٪                    | ۱۶۰                         | ۶۴۷                              | ۱٬۷۳۹                                                   |
| ۵۶   | گویان فرانسه (France)          | ۱۹۵٬۵۰۶            | ۸۹٬۱۵۰             | ۰٫۱۳٪                     | ۱۱۶                         | ۲                                | ۱٬۶۸۷                                                   |
| ۵۷   | سنت وینسنت و گرنادین‌ها         | ۱۱۷٬۵۳۴            | ۳۸۹                | ۱۷٫۹۵٪                    | ۷۰                          | ۳۰۲                              | ۱٬۶۸۳                                                   |
| ۵۸   | جزایر فارو (Denmark)           | ۴۸٬۳۰۷             | ۱٬۳۹۹              | ۲٫۱۴٪                     | ۳۰                          | ۳۵                               | ۱٬۶۱۴                                                   |
| ۵۹   | جامائیکا                       | ۲٬۷۳۶٬۵۱۳          | ۱۰٬۸۳۱             | ۱۵٫۸۳٪                    | ۱٬۷۱۵                       | ۲۵۳                              | ۱٬۵۹۶                                                   |
| ۶۰   | فیلیپین                        | ۸۷٬۸۵۷٬۴۷۳         | ۲۹۸٬۱۷۰            | ۱۹٪                       | ۵۶٬۶۵۲                      | ۲۹۵                              | ۱٬۵۵۱                                                   |
| ۶۱   | موریتانی                       | ۳٬۰۸۶٬۸۵۹          | ۱٬۰۳۰٬۴۰۰          | ۰٫۲۰٪                     | ۲٬۰۶۱                       | ۳                                | ۱٬۴۹۸                                                   |
| ۶۲   | جزیره من (UK)                  | ۷۵٬۰۴۹             | ۵۷۲                | ۹٪                        | ۵۱                          | ۱۳۱                              | ۱٬۴۵۸                                                   |
| ۶۳   | دومینیکا                       | ۷۲٬۱۲۵             | ۷۵۴                | ۶٫۶۷٪                     | ۵۰                          | ۹۶                               | ۱٬۴۳۴                                                   |
| ۶۴   | ترینیداد و توباگو              | ۱٬۰۷۵٬۰۶۶          | ۵٬۱۲۸              | ۱۴٫۶۲٪                    | ۷۵۰                         | ۲۱۰                              | ۱٬۴۳۴                                                   |
| ۶۵   | یمن                            | ۲۰٬۷۴۵٬۰۹۸         | ۵۲۷٬۹۷۰            | ۲٫۹۱٪                     | ۱۵٬۳۶۴                      | ۳۹                               | ۱٬۳۵۰                                                   |
| ۶۶   | مالزی                          | ۲۳٬۹۶۶٬۰۹۶         | ۳۲۸٬۵۵۰            | ۵٫۴۶٪                     | ۱۷٬۹۳۹                      | ۷۳                               | ۱٬۳۳۶                                                   |
| ۶۷   | جزایر ماریانای شمالی (US)      | ۸۰٬۳۶۲             | ۴۷۷                | ۱۳٫۰۴٪                    | ۶۲                          | ۱۶۸                              | ۱٬۲۹۲                                                   |
| ۶۸   | ویتنام                         | ۸۳٬۵۳۵٬۵۷۶         | ۳۲۵٬۳۶۰            | ۲۰٫۱۴٪                    | ۶۵٬۵۲۸                      | ۲۵۷                              | ۱٬۲۷۵                                                   |
| ۶۹   | نپال                           | ۲۷٬۶۷۶٬۵۴۷         | ۱۳۶٬۸۰۰            | ۱۶٫۰۷٪                    | ۲۱٬۹۸۴                      | ۲۰۲                              | ۱٬۲۵۹                                                   |
| ۷۰   | موریس                          | ۱٬۲۴۲٬۸۲۱          | ۲٬۰۳۰              | ۴۹٫۰۲٪                    | ۹۹۵                         | ۶۱۲                              | ۱٬۲۴۹                                                   |
| ۷۱   | بلژیک                          | ۱۰٬۳۶۴٬۳۸۸         | ۳۰٬۲۷۸             | ۲۷٫۴۲٪                    | ۸٬۳۰۲                       | ۳۴۲                              | ۱٬۲۴۸                                                   |
| ۷۲   | اسلوونی                        | ۲٬۰۱۱٬۰۷۰          | ۲۰٬۱۵۱             | ۸٫۵۳٪                     | ۱٬۷۱۹                       | ۱۰۰                              | ۱٬۱۷۰                                                   |
| ۷۳   | اندونزی                        | ۲۲۸٬۸۹۵٬۷۴۶        | ۱٬۸۲۶٬۴۴۰          | ۱۱٫۰۳٪                    | ۲۰۱٬۴۵۶                     | ۱۲۵                              | ۱٬۱۳۶                                                   |
| ۷۴   | بریتانیا                       | ۶۰٬۴۴۱٬۴۵۷         | ۲۴۱٬۵۹۰            | ۲۳٫۲۳٪                    | ۵۶٬۱۲۱                      | ۲۵۰                              | ۱٬۰۷۷                                                   |
| ۷۵   | هائیتی                         | ۸٬۲۹۸٬۱۶۳          | ۲۷٬۵۶۰             | ۲۸٫۱۱٪                    | ۷٬۷۴۷                       | ۳۰۱                              | ۱٬۰۷۱                                                   |
| ۷۶   | السالوادور                     | ۶٬۷۱۱٬۶۷۶          | ۲۰٬۷۲۰             | ۳۱٫۳۷٪                    | ۶٬۵۰۰                       | ۳۲۴                              | ۱٬۰۳۳                                                   |
| ۷۷   | سیرالئون                       | ۵٬۸۷۴٬۴۸۱          | ۷۱٬۶۲۰             | ۷٫۹۵٪                     | ۵٬۶۹۴                       | ۸۲                               | ۱٬۰۳۲                                                   |
| ۷۸   | وانواتو                        | ۲۰۶٬۰۹۰            | ۱۲٬۲۰۰             | ۱٫۶۴٪                     | ۲۰۰                         | ۱۷                               | ۱٬۰۳۰                                                   |
| ۷۹   | تانزانیا                       | ۳۷٬۷۷۰٬۵۷۰         | ۸۸۶٬۰۳۷            | ۴٫۲۳٪                     | ۳۷٬۴۷۹                      | ۴۳                               | ۱٬۰۰۸                                                   |
| ۸۰   | ونزوئلا                        | ۲۵٬۲۶۹٬۱۷۷         | ۸۸۲٬۰۵۰            | ۲٫۸۵٪                     | ۲۵٬۱۳۸                      | ۲۹                               | ۱٬۰۰۵                                                   |
| ۸۱   | چین                            | ۱٬۳۰۶٬۳۱۳٬۸۱۲      | ۹٬۳۲۶٬۴۱۰          | ۱۴٫۸۶٪                    | ۱٬۳۸۵٬۹۰۵                   | ۱۴۰                              | ۹۴۳                                                     |
| ۸۲   | جمهوری دموکراتیک کنگو          | ۶۰٬۴۷۳٬۵۱۰         | ۲٬۲۶۷٬۶۰۰          | ۲٫۸۶٪                     | ۶۴٬۸۵۳                      | ۲۷                               | ۹۳۲                                                     |
| ۸۳   | کیپ ورد                        | ۴۱۸٬۸۳۷            | ۴٬۰۳۳              | ۱۱٫۴۱٪                    | ۴۶۰                         | ۱۰۴                              | ۹۱۰                                                     |
| ۸۴   | لیبریا                         | ۲٬۹۰۲٬۱۷۹          | ۹۶٬۳۲۰             | ۳٫۴۳٪                     | ۳٬۳۰۴                       | ۳۰                               | ۸۷۸                                                     |
| ۸۵   | کومور                          | ۶۷۱٬۶۳۸            | ۲٬۱۷۰              | ۳۵٫۸۷٪                    | ۷۷۸                         | ۳۱۰                              | ۸۶۳                                                     |
| ۸۶   | گینه                           | ۹٬۴۵۲٬۶۷۰          | ۲۴۵٬۸۵۷            | ۴٫۴۷٪                     | ۱۰٬۹۹۰                      | ۳۸                               | ۸۶۰                                                     |
| ۸۷   | بوروندی                        | ۷٬۷۹۵٬۴۲۶          | ۲۵٬۶۵۰             | ۳۵٫۵۷٪                    | ۹٬۱۲۴                       | ۳۰۴                              | ۸۵۴                                                     |
| ۸۸   | آنتیگوآ و باربودا              | ۶۸٬۷۲۲             | ۴۴۲٫۶              | ۱۸٫۱۸٪                    | ۸۰                          | ۱۵۵                              | ۸۵۴                                                     |
| ۸۹   | سومالی                         | ۸٬۷۵۲٬۴۴۹          | ۶۲۷٬۳۳۷            | ۱٫۶۴٪                     | ۱۰٬۲۸۸                      | ۱۴                               | ۸۵۱                                                     |
| ۹۰   | گواتمالا                       | ۱۲٬۱۸۲٬۵۴۸         | ۱۰۸٬۴۳۰            | ۱۳٫۲۲٪                    | ۱۴٬۳۳۴                      | ۱۱۲                              | ۸۵۰                                                     |
| ۹۱   | کره شمالی                      | ۲۲٬۹۱۲٬۱۷۷         | ۱۲۰٬۴۱۰            | ۲۲٫۴۰٪                    | ۲۶٬۹۷۲                      | ۱۹۰                              | ۸۴۹                                                     |
| ۹۲   | تیمور شرقی                     | ۱٬۰۴۱٬۸۰۶          | ۱۵٬۰۰۷             | ۸٫۲۰٪                     | ۱٬۲۳۱                       | ۶۹                               | ۸۴۷                                                     |
| ۹۳   | اکوادور                        | ۱۳٬۳۶۳٬۵۹۳         | ۲۷۶٬۸۴۰            | ۵٫۷۱٪                     | ۱۵٬۸۰۸                      | ۱۷                               | ۸۴۵                                                     |
| ۹۴   | لیختن‌اشتاین                    | ۳۳٬۷۱۷             | ۱۶۰                | ۲۵٪                       | ۴۰                          | ۲۱۱                              | ۸۴۳                                                     |
| ۹۵   | جمهوری دومینیکن                | ۹٬۰۸۸٬۰۹۴          | ۴۸٬۳۸۰             | ۲۲٫۴۹٪                    | ۱۰٬۸۸۱                      | ۱۸۸                              | ۸۳۵                                                     |
| ۹۶   | پاکستان                        | ۱۵۸٬۷۸۱٬۷۹۲        | ۷۷۸٬۷۲۰            | ۲۴٫۴۴٪                    | ۱۹۰٬۳۱۹                     | ۲۰۴                              | ۸۳۴                                                     |
| ۹۷   | رواندا                         | ۹٬۳۷۸٬۲۲۶          | ۲۴٬۹۴۸             | ۴۵٫۵۶٪                    | ۱۱٬۳۶۶                      | ۳۷۶                              | ۸۲۵                                                     |
| ۹۸   | والیس و فوتونا (France)        | ۱۶٬۰۲۵             | ۲۷۴                | ۷٫۱۴٪                     | ۲۰                          | ۵۸                               | ۸۱۹                                                     |
| ۹۹   | شیلی                           | ۱۵٬۹۹۵٬۰۴۳         | ۷۴۸٬۸۰۰            | ۲٫۶۲٪                     | ۱۹٬۶۱۹                      | ۲۱                               | ۸۱۵                                                     |
| ۱۰۰  | عربستان سعودی                  | ۲۶٬۴۱۷٬۵۹۹         | ۱٬۹۶۰٬۵۸۲          | ۱٫۶۷٪                     | ۳۲٬۷۴۲                      | ۱۳                               | ۸۰۷                                                     |
| ۱۰۱  | اریتره                         | ۴٬۶۶۹٬۶۳۸          | ۱۲۱٬۳۲۰            | ۴٫۷۸٪                     | ۵٬۷۹۹                       | ۳۸                               | ۷۸۷                                                     |
| ۱۰۲  | سورینام                        | ۴۶۰٬۴۹۵            | ۱۶۱٬۴۷۰            | ۰٫۳۶٪                     | ۵۸۱                         | ۳                                | ۷۹۲                                                     |
| ۱۰۳  | تونگا                          | ۱۱۲٬۴۴۵            | ۷۱۸                | ۲۰٪                       | ۱۴۴                         | ۱۵۷                              | ۷۸۳                                                     |
| ۱۰۴  | قبرس                           | ۷۸۰٬۱۳۳            | ۹٬۲۴۰              | ۱۰٫۸۱٪                    | ۹۹۹                         | ۸۴                               | ۷۸۱                                                     |
| ۱۰۵  | سنت کیتس و نویس                | ۳۸٬۹۵۸             | ۲۶۱                | ۱۹٫۴۴٪                    | ۵۱                          | ۱۴۹                              | ۷۶۸                                                     |
| ۱۰۶  | کنیا                           | ۳۴٬۹۱۱٬۷۷۹         | ۵۶۹٬۲۵۰            | ۸٫۰۱٪                     | ۴۵٬۵۹۷                      | ۶۱                               | ۷۶۶                                                     |
| ۱۰۷  | پرو                            | ۲۸٬۰۵۱٬۱۰۵         | ۱٬۲۸۰٬۰۰۰          | ۲٫۸۸٪                     | ۳۶٬۸۶۴                      | ۲۲                               | ۷۶۱                                                     |
| ۱۰۸  | لوکزامبورگ                     | ۴۶۸٬۵۷۱            | ۲٬۵۸۶              | ۲۳٫۹۴٪                    | ۶۱۹                         | ۱۸۱                              | ۷۵۷                                                     |
| ۱۰۹  | هند                            | ۱٬۰۹۳٬۵۶۳٬۴۲۶      | ۲٬۹۷۳٬۱۹۰          | ۴۸٫۸۳٪                    | ۱٬۴۵۱٬۸۰۹                   | ۳۶۸                              | ۷۵۳                                                     |
| ۱۱۰  | ایتالیا                        | ۵۸٬۱۰۳٬۰۳۳         | ۲۹۴٬۰۲۰            | ۲۶٫۴۱٪                    | ۷۷٬۶۵۱                      | ۱۹۸                              | ۷۴۸                                                     |
| ۱۱۱  | جزایر ویرجین انگلستان (UK)     | ۲۲٬۶۴۳             | ۱۵۳                | ۲۰٫۰۰٪                    | ۳۱                          | ۱۴۸                              | ۷۴۰                                                     |
| ۱۱۲  | تاجیکستان                      | ۶٬۸۱۴٬۷۹۱          | ۱۴۲٬۷۰۰            | ۶٫۵۲٪                     | ۹٬۳۰۴                       | ۴۸                               | ۷۳۲                                                     |
| ۱۱۳  | جمهوری کنگو                    | ۳٬۶۰۲٬۲۶۹          | ۳۴۱٬۵۰۰            | ۱٫۴۵٪                     | ۴٬۹۵۲                       | ۱۱                               | ۷۲۷                                                     |
| ۱۱۴  | آلمان                          | ۸۲٬۴۳۱٬۳۹۰         | ۳۴۹٬۲۲۳            | ۳۳٫۱۳٪                    | ۱۱۵٬۶۹۸                     | ۲۳۶                              | ۷۱۲                                                     |
| ۱۱۵  | هندوراس                        | ۷٬۱۶۷٬۹۰۲          | ۱۱۱٬۸۹۰            | ۹٫۵۳٪                     | ۱۰٬۶۶۳                      | ۶۴                               | ۶۷۲                                                     |
| ۱۱۶  | لائوس                          | ۶٬۲۱۷٬۱۴۱          | ۲۳۰٬۸۰۰            | ۴٫۰۱٪                     | ۹٬۲۵۵                       | ۲۷                               | ۶۷۲                                                     |
| ۱۱۷  | مالاوی                         | ۱۲٬۹۷۴٬۹۲۴         | ۹۴٬۰۸۰             | ۲۰٫۶۸٪                    | ۱۹٬۴۵۶                      | ۱۳۸                              | ۶۶۷                                                     |
| ۱۱۸  | پرتغال                         | ۱۰٬۵۶۶٬۲۱۲         | ۹۱٬۹۵۱             | ۱۷٫۲۹٪                    | ۱۵٬۸۹۸                      | ۱۱۵                              | ۶۶۵                                                     |
| ۱۱۹  | اوگاندا                        | ۲۸٬۱۹۹٬۳۹۰         | ۱۹۹٬۷۱۰            | ۲۱٫۵۷٪                    | ۴۳٬۰۷۷                      | ۱۴۱                              | ۶۵۵                                                     |
| ۱۲۰  | اتیوپی                         | ۷۳٬۰۵۳٬۲۸۶         | ۱٬۱۱۹٬۶۸۳          | ۱۰٫۰۱٪                    | ۱۱۲٬۰۸۰                     | ۶۵                               | ۶۵۲                                                     |
| ۱۲۱  | آلبانی                         | ۳٬۵۶۳٬۱۱۲          | ۲۷٬۳۹۸             | ۲۰٫۱۰٪                    | ۵٬۵۰۷                       | ۱۳۰                              | ۶۴۷                                                     |
| ۱۲۲  | اسواتینی                       | ۱٬۱۳۸٬۲۲۷          | ۱۷٬۲۰۳             | ۱۰٫۲۵٪                    | ۱٬۷۶۳                       | ۶۶                               | ۶۴۶                                                     |
| ۱۲۳  | لسوتو                          | ۲٬۱۱۸٬۰۹۱          | ۳۰٬۳۵۵             | ۱۰٫۸۷٪                    | ۳٬۳۰۰                       | ۷۰                               | ۶۴۲                                                     |
| ۱۲۴  | ماداگاسکار                     | ۱۸٬۳۱۲٬۱۶۳         | ۵۸۱٬۵۴۰            | ۵٫۰۳٪                     | ۲۹٬۲۵۱                      | ۳۱                               | ۶۲۶                                                     |
| ۱۲۵  | ارمنستان                       | ۲٬۹۸۲٬۹۰۴          | ۲۸٬۴۰۰             | ۱۶٫۷۸٪                    | ۴٬۷۶۶                       | ۱۰۵                              | ۶۲۶                                                     |
| ۱۲۶  | گینه بیسائو                    | ۱٬۴۱۴٬۱۵۹          | ۲۸٬۰۰۰             | ۸٫۳۱٪                     | ۲٬۳۲۷                       | ۵۱                               | ۶۰۸                                                     |
| ۱۲۷  | بوتان (کشور)                   | ۶۵۴٬۸۹۷            | ۴۷٬۰۰۰             | ۲٫۳۰٪                     | ۱٬۰۸۱                       | ۱۴                               | ۶۰۶                                                     |
| ۱۲۸  | ازبکستان                       | ۲۶٬۸۵۱٬۱۹۵         | ۴۲۵٬۴۰۰            | ۱۰٫۵۱٪                    | ۴۴٬۷۱۰                      | ۶۳                               | ۶۰۱                                                     |
| ۱۲۹  | اتریش                          | ۸٬۱۸۴٬۶۹۱          | ۸۲٬۴۴۴             | ۱۶٫۵۹٪                    | ۱۳٬۶۷۷                      | ۹۹                               | ۵۹۸                                                     |
| ۱۳۰  | گرجستان                        | ۴٬۶۷۷٬۴۰۱          | ۶۹٬۷۰۰             | ۱۱٫۵۱٪                    | ۸٬۰۲۲                       | ۶۷                               | ۵۸۳                                                     |
| ۱۳۱  | گامبیا                         | ۱٬۵۹۵٬۰۸۶          | ۱۰٬۰۰۰             | ۲۷٫۸۸٪                    | ۲٬۷۸۸                       | ۱۶۰                              | ۵۷۲                                                     |
| ۱۳۲  | پاناما                         | ۳٬۱۴۰٬۲۳۲          | ۷۵٬۹۹۰             | ۷٫۲۶٪                     | ۵٬۵۱۷                       | ۴۱                               | ۵۶۹                                                     |
| ۱۳۳  | نروژ                           | ۴٬۵۹۳٬۰۴۱          | ۳۰۷٬۸۶۰            | ۲٫۷۰٪                     | ۸٬۳۱۲                       | ۱۵                               | ۵۵۳                                                     |
| ۱۳۴  | غنا                            | ۲۲٬۰۲۵٬۶۸۰         | ۲۳۰٬۹۴۰            | ۱۷٫۵۴٪                    | ۴۰٬۵۰۷                      | ۹۵                               | ۵۴۴                                                     |
| ۱۳۵  | جزایر کوک (New Zealand)        | ۲۱٬۳۸۸             | ۲۴۰                | ۱۶٫۶۷٪                    | ۴۰                          | ۸۹                               | ۵۳۵                                                     |
| ۱۳۶  | ساحل عاج                       | ۱۷٬۲۹۸٬۰۴۰         | ۳۱۸٬۰۰۰            | ۱۰٫۲۳٪                    | ۳۲٬۵۳۱                      | ۵۴                               | ۵۳۲                                                     |
| ۱۳۷  | پالائو                         | ۲۰٬۳۰۳             | ۴۵۸                | ۸٫۷۰٪                     | ۴۰                          | ۴۴                               | ۵۱۰                                                     |
| ۱۳۸  | سنگال                          | ۱۱٬۸۶۰٬۴۲۹         | ۱۹۲٬۰۰۰            | ۱۲٫۵۱٪                    | ۲۴٬۰۱۹                      | ۶۲                               | ۴۹۴                                                     |
| ۱۳۹  | میانمار                        | ۴۶٬۵۹۵٬۶۷۵         | ۶۵۷٬۷۴۰            | ۱۴٫۹۲٪                    | ۹۸٬۱۳۵                      | ۷۱                               | ۴۷۵                                                     |
| ۱۴۰  | موزامبیک                       | ۲۰٬۱۵۴٬۰۱۰         | ۷۸۴٬۰۹۰            | ۵٫۴۳٪                     | ۴۲٬۵۷۶                      | ۲۶                               | ۴۷۳                                                     |
| ۱۴۱  | بوتسوانا                       | ۱٬۷۵۹٬۸۳۲          | ۵۸۵٬۳۷۰            | ۰٫۶۵٪                     | ۳٬۸۰۵                       | ۳                                | ۴۶۳                                                     |
| ۱۴۲  | عراق                           | ۲۶٬۰۷۴٬۹۰۶         | ۴۳۲٬۱۶۲            | ۱۳٫۱۲٪                    | ۵۶٬۷۰۰                      | ۶۰                               | ۴۶۰                                                     |
| ۱۴۳  | مونتسرات (UK)                  | ۹٬۳۴۱              | ۱۰۲                | ۲۰٪                       | ۲۰                          | ۹۲                               | ۴۵۸                                                     |
| ۱۴۴  | تایلند                         | ۶۴٬۱۸۵٬۵۰۲         | ۵۱۱٬۷۷۰            | ۲۷٫۵۴٪                    | ۱۴۰٬۹۴۱                     | ۱۲۵                              | ۴۵۵                                                     |
| ۱۴۵  | جمهوری آذربایجان               | ۸٬۰۱۵٬۵۶۷          | ۸۶٬۱۰۰             | ۲۰٫۶۲٪                    | ۱۷٬۷۵۴                      | ۹۳                               | ۴۵۱                                                     |
| ۱۴۶  | گابن                           | ۱٬۳۹۵٬۶۹۰          | ۲۵۷٬۶۶۷            | ۱٫۲۱٪                     | ۳٬۱۱۸                       | ۵                                | ۴۴۸                                                     |
| ۱۴۷  | فیجی                           | ۸۹۳٬۵۸۶            | ۱۸٬۲۷۰             | ۱۰٫۹۵٪                    | ۲٬۰۰۱                       | ۴۹                               | ۴۴۷                                                     |
| ۱۴۸  | بوسنی و هرزگوین                | ۴٬۴۳۰٬۴۹۴          | ۵۱٬۱۲۹             | ۱۹٫۶۱٪                    | ۱۰٬۰۲۶                      | ۸۷                               | ۴۴۲                                                     |
| ۱۴۹  | گینه استوایی                   | ۵۶۷٬۲۳۲            | ۲۸٬۰۵۱             | ۴٫۶۳٪                     | ۱٬۲۹۹                       | ۲۰                               | ۴۳۷                                                     |
| ۱۵۰  | مکزیک                          | ۱۰۶٬۲۰۲٬۹۰۳        | ۱٬۹۲۳٬۰۴۰          | ۱۲٫۶۶٪                    | ۲۴۳٬۴۵۷                     | ۵۵                               | ۴۳۶                                                     |
| ۱۵۱  | الجزایر                        | ۳۲٬۵۶۰٬۷۳۵         | ۲٬۳۸۱٬۷۴۰          | ۳٫۱۷٪                     | ۷۵٬۵۰۱                      | ۱۴                               | ۴۳۱                                                     |
| ۱۵۲  | نیجریه                         | ۱۲۸٬۷۶۵٬۷۶۸        | ۹۱۰٬۷۶۸            | ۳۳٫۰۲٪                    | ۳۰۰٬۷۳۶                     | ۱۴۱                              | ۴۲۸                                                     |
| ۱۵۳  | قرقیزستان                      | ۵٬۱۴۶٬۲۸۱          | ۱۹۱٬۳۰۰            | ۶٫۵۵٪                     | ۱۲٬۵۳۰                      | ۲۷                               | ۴۱۱                                                     |
| ۱۵۴  | ایران                          | ۶۴٬۷۳۷٬۲۲۶         | ۱٬۶۳۶٬۰۰۰          | ۹٫۷۸٪                     | ۱۶۰٬۰۰۱                     | ۴۰                               | ۴۰۵                                                     |
| ۱۵۵  | بلیز                           | ۲۸۱٬۲۸۹            | ۲۲٬۸۰۶             | ۳٫۰۵٪                     | ۶۹۶                         | ۱۲                               | ۴۰۴                                                     |
| ۱۵۶  | سوریه                          | ۱۸٬۴۴۸٬۷۵۲         | ۱۸۴٬۰۵۰            | ۲۴٫۸۰٪                    | ۴۵٬۶۴۴                      | ۱۰۰                              | ۴۰۴                                                     |
| ۱۵۷  | یونان                          | ۱۰٬۶۶۸٬۳۵۴         | ۱۳۰٬۸۰۰            | ۲۰٫۴۵٪                    | ۲۶٬۷۴۹                      | ۸۲                               | ۳۹۹                                                     |
| ۱۵۸  | مراکش                          | ۳۲٬۷۹۳٬۰۱۲         | ۴۴۶٬۳۰۰            | ۱۹٪                       | ۸۴٬۷۹۷                      | ۷۳                               | ۳۸۷                                                     |
| ۱۵۹  | زیمبابوه                       | ۱۲٬۱۶۰٬۷۸۲         | ۳۸۶٬۶۷۰            | ۸٫۲۴٪                     | ۳۱٬۸۶۲                      | ۳۱                               | ۳۸۲                                                     |
| ۱۶۰  | افغانستان                      | ۲۹٬۹۲۸٬۹۸۷         | ۶۴۷٬۵۰۰            | ۱۲٫۱۳٪                    | ۷۸٬۵۴۲                      | ۴۶                               | ۳۸۱                                                     |
| ۱۶۱  | اسلواکی                        | ۵٬۴۳۱٬۳۶۳          | ۴۸٬۸۰۰             | ۲۹٫۲۳٪                    | ۱۴٬۲۶۴                      | ۱۱۱                              | ۳۸۱                                                     |
| ۱۶۲  | تونس                           | ۱۰٬۰۷۹٬۳۸۰         | ۱۵۵٬۳۶۰            | ۱۷٫۰۵٪                    | ۲۶٬۴۸۹                      | ۶۵                               | ۳۸۱                                                     |
| ۱۶۳  | کامبوج                         | ۱۳٬۵۲۶٬۸۲۵         | ۱۷۶٬۵۲۰            | ۲۰٫۴۴٪                    | ۳۶٬۰۸۱                      | ۷۷                               | ۳۷۵                                                     |
| ۱۶۴  | مقدونیه شمالی                  | ۲٬۰۴۵٬۲۶۲          | ۲۴٬۸۵۶             | ۲۲٫۰۱٪                    | ۵٬۴۷۱                       | ۸۲                               | ۳۷۴                                                     |
| ۱۶۵  | کوبا                           | ۱۱٬۳۲۶٬۱۵۳         | ۱۱۰٬۸۶۰            | ۲۷٫۶۳٪                    | ۳۰٬۶۳۱                      | ۱۰۲                              | ۳۷۰                                                     |
| ۱۶۶  | سوئد                           | ۹٬۰۰۱٬۷۷۴          | ۴۱۰٬۹۳۴            | ۵٫۹۳٪                     | ۲۴٬۳۶۸                      | ۲۲                               | ۳۶۹                                                     |
| ۱۶۷  | آنگولا                         | ۱۱٬۷۰۶٬۹۵۴         | ۱٬۲۴۶٬۷۰۰          | ۲٫۶۵٪                     | ۳۳٬۰۳۸                      | ۹                                | ۳۵۴                                                     |
| ۱۶۸  | جمهوری ایرلند                  | ۴٬۰۱۵٬۶۷۶          | ۶۸٬۸۹۰             | ۱۶٫۸۲٪                    | ۱۱٬۵۸۷                      | ۵۸                               | ۳۴۷                                                     |
| ۱۶۹  | جمهوری چک                      | ۱۰٬۲۴۱٬۱۳۸         | ۷۷٬۲۷۶             | ۳۸٫۸۲٪                    | ۲۹٬۹۹۹                      | ۱۳۳                              | ۳۴۱                                                     |
| ۱۷۰  | ساموآ                          | ۲۰۸٬۹۳۷            | ۲٬۹۳۴              | ۲۱٫۱۳٪                    | ۶۲۰                         | ۷۱                               | ۳۳۷                                                     |
| ۱۷۱  | فرانسه (Metropolitan)          | ۶۰٬۶۵۶٬۱۷۸         | ۵۴۵٬۶۳۰            | ۳۳٫۴۶٪                    | ۱۸۲٬۵۶۸                     | ۱۱۱                              | ۳۳۲                                                     |
| ۱۷۲  | صربستان و مونته‌نگرو            | ۱۰٬۸۲۸٬۸۹۹         | ۱۰۲٬۱۳۶            | ۳۳٫۱۸٪                    | ۳۳٬۸۸۹                      | ۱۰۶                              | ۳۲۰                                                     |
| ۱۷۳  | لیبی                           | ۵٬۷۶۵٬۵۶۳          | ۱٬۷۵۹٬۵۴۰          | ۱٫۰۳٪                     | ۱۸٬۱۲۳                      | ۳                                | ۳۱۸                                                     |
| ۱۷۴  | برزیل                          | ۱۸۶٬۱۱۲٬۷۹۴        | ۸٬۴۵۶٬۵۱۰          | ۶٫۹۳٪                     | ۵۸۶٬۰۳۶                     | ۲۲                               | ۳۱۸                                                     |
| ۱۷۵  | لهستان                         | ۳۸٬۵۵۷٬۹۸۴         | ۳۰۴٬۴۶۵            | ۴۰٫۲۵٪                    | ۱۲۲٬۵۴۷                     | ۱۲۷                              | ۳۱۵                                                     |
| ۱۷۶  | کرواسی                         | ۴٬۴۹۵٬۹۰۴          | ۵۶٬۴۱۴             | ۲۵٫۸۲٪                    | ۱۴٬۵۶۶                      | ۸۰                               | ۳۰۹                                                     |
| ۱۷۷  | نیکاراگوئه                     | ۵٬۴۶۹٬۱۸۱          | ۱۲۰٬۲۵۴            | ۱۴٫۸۱٪                    | ۱۷٬۸۱۰                      | ۴۵                               | ۳۰۷                                                     |
| ۱۷۸  | ترکیه                          | ۶۹٬۶۶۰٬۵۵۹         | ۷۷۰٬۷۶۰            | ۲۹٫۸۱٪                    | ۲۲۹٬۷۶۴                     | ۹۰                               | ۳۰۳                                                     |
| ۱۷۹  | آفریقای جنوبی                  | ۴۴٬۳۴۴٬۱۳۶         | ۱٬۲۱۹٬۹۱۲          | ۱۲٫۱۰٪                    | ۱۴۷٬۶۰۹                     | ۳۶                               | ۳۰۰                                                     |
| ۱۸۰  | اسپانیا                        | ۴۰٬۳۴۱٬۴۶۲         | ۴۹۹٬۵۴۲            | ۲۷٫۱۸٪                    | ۱۳۵٬۷۷۶                     | ۸۱                               | ۲۹۷                                                     |
| ۱۸۱  | بنین                           | ۷٬۶۴۹٬۳۶۰          | ۱۱۰٬۶۲۰            | ۲۳٫۵۳٪                    | ۲۶٬۰۲۹                      | ۶۹                               | ۲۹۴                                                     |
| ۱۸۲  | بولیوی                         | ۸٬۸۵۷٬۸۷۰          | ۱٬۰۸۴٬۳۹۰          | ۲٫۷۸٪                     | ۳۰٬۱۴۶                      | ۸                                | ۲۹۴                                                     |
| ۱۸۳  | کامرون                         | ۱۷٬۲۶۱٬۴۶۷         | ۴۶۹٬۴۴۰            | ۱۲٫۵۴٪                    | ۵۸٬۸۶۸                      | ۳۷                               | ۲۹۳                                                     |
| ۱۸۴  | بورکینافاسو                    | ۱۳٬۹۰۳٬۸۸۶         | ۲۷۳٬۸۰۰            | ۱۷٫۶۶٪                    | ۴۸٬۳۵۳                      | ۵۱                               | ۲۸۸                                                     |
| ۱۸۵  | نیوزیلند                       | ۴٬۰۳۵٬۴۶۱          | ۲۶۸٬۰۲۱            | ۵٫۵۴٪                     | ۱۴٬۸۴۸                      | ۱۵                               | ۲۷۲                                                     |
| ۱۸۶  | چاد                            | ۹٬۴۰۰٬۶۵۸          | ۱٬۲۵۹٬۲۰۰          | ۲٫۸۰٪                     | ۳۵٬۲۵۸                      | ۷                                | ۲۶۷                                                     |
| ۱۸۷  | فنلاند                         | ۵٬۲۲۳٬۴۴۲          | ۳۰۴٬۴۷۳            | ۶٫۵۴٪                     | ۱۹٬۹۱۳                      | ۱۷                               | ۲۶۲                                                     |
| ۱۸۸  | استونی                         | ۱٬۳۳۲٬۸۹۳          | ۴۳٬۲۱۱             | ۱۲٫۰۵٪                    | ۵٬۲۰۷                       | ۳۱                               | ۲۵۶                                                     |
| ۱۸۹  | اروگوئه                        | ۳٬۴۲۴٬۸۸۹          | ۱۷۳٬۶۲۰            | ۷٫۷۷٪                     | ۱۳٬۴۹۰                      | ۲۰                               | ۲۵۴                                                     |
| ۱۹۰  | نامیبیا                        | ۲٬۰۲۸٬۳۵۶          | ۸۲۵٬۴۱۸            | ۰٫۹۹٪                     | ۸٬۱۷۲                       | ۲                                | ۲۴۸                                                     |
| ۱۹۱  | مالی                           | ۱۱٬۳۷۹٬۳۸۶         | ۱٬۲۲۰٬۰۰۰          | ۳٫۷۶٪                     | ۴۵٬۸۷۲                      | ۹                                | ۲۴۸                                                     |
| ۱۹۲  | رومانی                         | ۲۲٬۳۲۹٬۹۷۷         | ۲۳۰٬۳۴۰            | ۳۹٫۴۹٪                    | ۹۰٬۹۶۱                      | ۹۷                               | ۲۴۵                                                     |
| ۱۹۳  | دانمارک                        | ۵٬۴۳۲٬۳۳۵          | ۴۲٬۳۹۴             | ۵۲٫۵۹٪                    | ۲۲٬۲۹۵                      | ۱۲۸                              | ۲۴۴                                                     |
| ۱۹۴  | مغولستان                       | ۲٬۸۶۵٬۹۹۴          | ۱٬۵۶۴٬۱۱۶          | ۰٫۷۶٪                     | ۱۱٬۸۸۷                      | ۲                                | ۲۴۱                                                     |
| ۱۹۵  | مولدووا                        | ۴٬۳۴۰٬۱۷۷          | ۳۳٬۳۷۱             | ۵۴٫۵۲٪                    | ۱۸٬۱۹۴                      | ۱۳۰                              | ۲۳۹                                                     |
| ۱۹۶  | سودان                          | ۳۷٬۷۶۲٬۸۴۲         | ۲٬۳۷۶٬۰۰۰          | ۶٫۷۸٪                     | ۱۶۱٬۰۹۳                     | ۱۶                               | ۲۳۴                                                     |
| ۱۹۷  | سنت پیر و ماژلان (France)      | ۷٬۰۱۲              | ۲۴۲                | ۱۲٫۵۰٪                    | ۳۰                          | ۲۹                               | ۲۳۲                                                     |
| ۱۹۸  | بلغارستان                      | ۷٬۴۵۰٬۳۴۹          | ۱۱۰٬۵۵۰            | ۲۹٫۹۴٪                    | ۳۳٬۰۹۹                      | ۶۷                               | ۲۲۵                                                     |
| ۱۹۹  | توگو                           | ۵٬۳۹۹٬۹۹۱          | ۵۴٬۳۸۵             | ۴۴٫۲۰٪                    | ۲۴٬۰۳۸                      | ۹۹                               | ۲۲۵                                                     |
| ۲۰۰  | ترکمنستان                      | ۴٬۹۳۲٬۷۴۳          | ۴۸۸٬۱۰۰            | ۴٫۵۱٪                     | ۲۲٬۰۱۳                      | ۱۰                               | ۲۲۴                                                     |
| ۲۰۱  | جمهوری آفریقای مرکزی           | ۴٬۲۳۷٬۷۰۳          | ۶۲۲٬۹۸۴            | ۳٫۱۰٪                     | ۱۹٬۳۱۳                      | ۷                                | ۲۱۹                                                     |
| ۲۰۲  | مجارستان                       | ۱۰٬۰۰۶٬۸۳۵         | ۹۲٬۳۴۰             | ۴۹٫۵۸٪                    | ۴۵٬۷۸۲                      | ۱۰۸                              | ۲۱۹                                                     |
| ۲۰۳  | زامبیا                         | ۱۱٬۱۱۵٬۳۸۱         | ۷۴۰٬۷۲۴            | ۶٫۹۹٪                     | ۵۱٬۷۷۷                      | ۱۵                               | ۲۱۵                                                     |
| ۲۰۴  | پاراگوئه                       | ۶٬۳۵۱٬۰۵۹          | ۳۹۷٬۳۰۰            | ۷٫۴۷٪                     | ۲۹٬۶۷۸                      | ۱۶                               | ۲۱۴                                                     |
| ۲۰۵  | ایالات متحده آمریکا            | ۲۹۵٬۷۳۴٬۱۳۴        | ۹٬۱۶۱٬۹۲۳          | ۱۸٫۰۱٪                    | ۱٬۶۵۰٬۰۶۲                   | ۳۲                               | ۱۷۹                                                     |
| ۲۰۶  | بلاروس                         | ۹٬۸۰۹٬۱۳۰          | ۲۰۷٬۶۰۰            | ۲۶٫۷۷٪                    | ۵۵٬۵۷۵                      | ۴۷                               | ۱۷۷                                                     |
| ۲۰۷  | گویان                          | ۷۶۵٬۲۸۳            | ۱۹۶٬۸۵۰            | ۲٫۲۳٪                     | ۴٬۳۹۰                       | ۴                                | ۱۷۴                                                     |
| ۲۰۸  | اوکراین                        | ۴۶٬۹۵۹٬۴۲۰         | ۶۰۳٬۷۰۰            | ۵۳٫۸۰٪                    | ۳۲۴٬۷۹۱                     | ۷۸                               | ۱۴۵                                                     |
| ۲۰۹  | آرژانتین                       | ۳۹٬۵۳۷٬۹۴۳         | ۲٬۷۳۶٬۶۹۰          | ۱۰٫۰۳٪                    | ۲۷۴٬۴۹۰                     | ۱۴                               | ۱۴۴                                                     |
| ۲۱۰  | سینت هلینا (UK)                | ۷٬۴۷۹              | ۴۱۳                | ۱۲٫۹۰٪                    | ۵۳                          | ۱۸                               | ۱۴۰                                                     |
| ۲۱۱  | لتونی                          | ۲٬۲۹۰٬۲۳۷          | ۶۳٬۵۸۹             | ۲۸٫۱۹٪                    | ۱۷٬۹۲۶                      | ۳۶                               | ۱۲۸                                                     |
| ۲۱۲  | لیتوانی                        | ۳٬۵۹۶٬۶۱۷          | ۶۵٬۲۰۰             | ۴۴٫۸۱٪                    | ۲۹٬۲۱۶                      | ۵۵                               | ۱۲۳                                                     |
| ۲۱۳  | روسیه                          | ۱۴۲٬۷۷۵٬۵۷۸        | ۱۶٬۹۹۵٬۸۰۰         | ۷٫۱۷٪                     | ۱٬۲۱۸٬۵۹۹                   | ۸                                | ۱۱۷                                                     |
| ۲۱۴  | نیجر                           | ۱۲٬۱۶۲٬۸۵۶         | ۱٬۲۶۶٬۷۰۰          | ۱۱٫۴۳٪                    | ۱۴۴٬۷۸۴                     | ۱۰                               | ۸۴                                                      |
| ۲۱۵  | کانادا                         | ۳۲٬۳۸۶٬۳۷۸         | ۹٬۰۹۳٬۵۰۷          | ۴٫۵۷٪                     | ۴۱۵٬۵۷۳                     | ۴                                | ۷۸                                                      |
| ۲۱۶  | نیووی (New Zealand)            | ۲٬۱۶۶              | ۲۶۰                | ۱۱٫۵۴٪                    | ۳۰                          | ۸                                | ۷۲                                                      |
| ۲۱۷  | قزاقستان                       | ۱۵٬۱۸۵٬۸۴۴         | ۲٬۶۶۹٬۸۰۰          | ۸٫۲۸٪                     | ۲۲۱٬۰۵۹                     | ۶                                | ۶۹                                                      |
| ۲۱۸  | استرالیا                       | ۲۰٬۰۹۰٬۴۳۷         | ۷٬۶۱۷٬۹۳۰          | ۶٫۱۵٪                     | ۴۶۸٬۵۰۳                     | ۳                                | ۴۳                                                      |
| ۲۱۹  | موناکو                         | ۳۲٬۴۰۹             | ۱٫۹۵               | ۰٪                        | ۰                           | ۱۶٬۶۲۰                           | -                                                       |
| ۲۲۰  | ماکائو (PRC)                   | ۴۴۹٬۱۹۸            | ۲۸٫۲               | ۰٪                        | ۰                           | ۱۵٬۹۲۹                           | -                                                       |
| ۲۲۱  | جبل طارق (UK)                  | ۲۷٬۸۸۴             | ۶٫۵                | ۰٪                        | ۰                           | ۴٬۲۹۰                            | -                                                       |
| ۲۲۲  | واتیکان                        | ۹۲۱                | ۰٫۴۴               | ۰٪                        | ۰                           | ۲٬۰۹۳                            | -                                                       |
| ۲۲۳  | جرزی (UK)                      | ۹۰٬۸۱۲             | ۱۱۶                | ۰٪                        | ۰                           | ۷۸۳                              | -                                                       |
| ۲۲۴  | نائورو                         | ۱۳٬۰۴۸             | ۲۱                 | ۰٪                        | ۰                           | ۶۲۱                              | -                                                       |
| ۲۲۵  | تووالو                         | ۱۱٬۶۳۴             | ۲۶                 | ۰٪                        | ۰                           | ۴۴۷                              | -                                                       |
| ۲۲۶  | توکلائو (New Zealand)          | ۱٬۴۰۵              | ۱۰                 | ۰٪                        | ۰                           | ۱۴۱                              | -                                                       |
| ۲۲۷  | آنگویلا (UK)                   | ۱۳٬۱۱۶             | ۱۰۲                | ۰٪                        | ۰                           | ۱۲۹                              | -                                                       |
| ۲۲۸  | جزیره نورفک (Australia)        | ۱٬۸۲۸              | ۳۴٫۶               | ۰٪                        | ۰                           | ۳                                | -                                                       |
| ۲۲۹  | جزایر کوکوس (Australia)        | ۶۲۸                | ۱۴                 | ۰٪                        | ۰                           | ۳                                | -                                                       |
| ۲۳۰  | جزیره کریسمس (Australia)       | ۳۶۱                | ۱۳۵                | ۰٪                        | ۰                           | ۳                                | -                                                       |
| ۲۳۱  | جزایر فالکلند (UK)             | ۲٬۹۶۷              | ۱۲٬۱۷۳             | ۰٪                        | ۰                           | ۰٫۲                              | -                                                       |
| ۲۳۲  | سوالبارد (Norway)              | ۲٬۷۰۱              | ۶۲٬۰۴۹             | ۰٪                        | ۰                           | ۰٫۰۴                             | -                                                       |
| ۲۳۳  | گرینلند (Denmark)              | ۵۶٬۳۷۵             | ۲٬۱۶۶٬۰۸۶          | ۰٪                        | ۰                           | ۰٫۰۳                             | -                                                       |